# Africadesha usherwoodi
Africadesha usherwoodi är en stekelart som beskrevs av Donald L.J. Quicke 1986. Africadesha usherwoodi ingår i släktet Africadesha och familjen bracksteklar. Inga underarter finns listade i Catalogue of Life.